# Tuyển cử Việt Nam Cộng hòa 1967
Tuyển cử 1967 Việt Nam Cộng hòa là cuộc tổng tuyển cử vào ngày 3 tháng 9 và 22 tháng 10 năm 1967 dưới Hiến pháp mới của Việt Nam Cộng hòa, chính thức trao quyền cho nền Đệ Nhị Cộng hòa Việt Nam.

## Tiến trình
| Số liệu cử tri tham gia Tuyển cử Tổng thống 1967 |                 |                       |                       |
| Vùng chiến thuật                                 | Cử tri ghi danh | Số phiếu (% ghi danh) | Phiếu hợp lệ (%phiếu) |
| I                                                | 911.861         | 786.588 (86,2%)       | 758.951 (96,5%)       |
| II                                               | 1.123.362       | 1.002.239 (88,5%)     | 974.735 (97,3%)       |
| III                                              | 2.114.173       | 1.684.226 (79,6%)     | 1.601.346 (95,1%)     |
| IV                                               | 1.694.988       | 1.429.695 (84,3%)     | 1.400.417 (97,9%)     |
| Toàn quốc                                        | 5.844.384       | 4.902.748 (83,9%)     | 4.735.449 (96,6%)     |

Chiếu theo bản Hiến pháp ban hành ngày 1 Tháng Tư năm 1967 thì cuộc bầu cử sẽ chọn cả hai ngành hành pháp (Tổng thống) và lập pháp (Thượng và Hạ viện). Cuộc bầu cử Tháng Chín chọn Tổng thống và Thượng viện (60 nghị sĩ). Tháng Mười thì tiến hành bầu cử Hạ viện (137 dân biểu). Tổng cộng hơn 8.800 phòng phiếu được mở trên 4.000 thôn xóm phía nam vĩ tuyến 17.
Hành pháp có 11 liên danh tranh cử. Ở Thượng viện thì 480 ứng cử viên chia thành 48 liên danh (mỗi liên danh 10 người) tranh nhau 60 ghế trong khi Hạ viện có 1.500 người ứng cử để đoạt 137 ghế.
Ngày bầu cử, tổng cộng 4,7 triệu cử tri đi bỏ phiếu (83% tổng số ghi danh).
Trong khi Việt Nam Cộng hòa đốc thúc dân chúng ghi danh đi bầu thì Mặt trận Dân tộc Giải phóng miền Nam Việt Nam kêu gọi người dân không tham gia. Lực lượng Mặt trận Dân tộc Giải phóng miền Nam Việt Nam còn mở chiến dịch phá hoại và ám sát. Ngay tuần lễ trước cuộc bầu cử thì 190 người bị sát hại và 237 người khác bị bắt cóc. Những vụ khủng bố tăng gấp ba lần. Ngay hôm bầu cử 62 người bị giết.

## Thể lệ
| Kết quả bầu cử tổng thống 1967     |           |      |
| Ứng cử viên                        | Số phiếu  | %    |
| Nguyễn Văn Thiệu, Nguyễn Cao Kỳ    | 1,649,561 | 34.8 |
| Trương Đình Dzu, Trần Văn Chiêu    | 817,120   | 17.2 |
| Phan Khắc Sửu, Phan Quang Đán      | 513,374   | 10.8 |
| Trần Văn Hương, Mai Thọ Truyền     | 474,100   | 10.0 |
| Hà Thúc Ký, Nguyễn Văn Định        | 349,473   | 7.3  |
| Nguyễn Đình Quát, Trần Cửu Chấn    | 291,718   | 6.2  |
| Nguyễn Hòa Hiệp, Nguyễn Thế Truyền | 160,790   | 3.5  |
| Vũ Hồng Khanh, Dương Trung Đường   | 149,276   | 3.2  |
| Hoàng Cơ Bình, Lưu Quang Khình     | 131,071   | 2.9  |
| Phạm Huy Cơ, Lý Quốc Sinh          | 106,317   | 2.2  |
| Trần Văn Lý, Huỳnh Công Đương      | 92,604    | 1.9  |
| phiếu trắng/hỏng                   | 132,817   | -    |
| Tổng cộng                          | 4,868,266 | 100  |

Cử tri trình diện ở phòng phiếu phải nộp thẻ ghi danh màu vàng. Nhân viên phòng phiếu sau đó xén cắt một góc trên thẻ làm dấu là cử tri đã đi bầu nên không thể đi bầu lần thứ hai. Đối với ngành hành pháp thì cử tri được phát một phong bì và 11 lá phiếu. Mỗi lá phiếu có huy hiệu của liên danh và hình của ứng cử viên. Khi vào bầu nơi quây màn kín thì cử tri chọn lấy một lá phiếu với hình ảnh của liên danh mình muốn bầu, bỏ vào phong bì, dán kín, rồi đút vào thùng phiếu. Những lá phiếu còn lại phải xé đôi rồi bỏ vào một thùng khác.
Đối với Thượng viện thì cử tri được phát một phong bì và 48 lá phiếu. Cử tri chọn lấy sáu lá phiếu với hình ảnh của liên danh mình muốn bầu, bỏ vào phong bì, niêm kín, rồi đút vào thùng phiếu. Cũng như trường hợp bầu tổng thống, những lá phiếu còn lại phải xé đôi rồi bỏ vào một thùng khác.

## Sự vận động của Mỹ

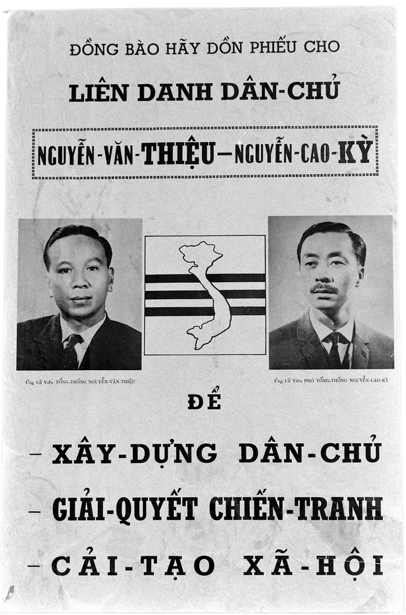
Áp phích cổ động bầu cử của Liên danh Thiệu - Kỳ

Qua Nguyễn Xuân Phong, trong tháng 7-1967, Nguyễn Cao Kỳ nhận của Mỹ 5 triệu đồng để tổ chức một mặt trận tôn giáo và chính trị ủng hộ liên danh quân nhân. Dù hỗ trợ như vậy, CIA vẫn lo ngại liên danh Thiệu - Kỳ có thể thất cử nên đồng ý với đề nghị dùng cảnh sát công an "vận động" phiếu cho Thiệu - Kỳ trong những vùng mà liên danh này có khả năng không có phiếu. Sau khi liên danh này thắng cử với 35% số phiếu bầu, một kết quả quá khiêm nhường so với ưu thế của họ, CIA cho rằng có lẽ nhân viên các cấp bỏ tiền vận động vào túi thay vì dùng để vận động.
CIA cũng bắt đầu bận rộn chuẩn bị cuộc bầu cử quốc hội dự trù tổ chức vào tháng 12-1967. Bộ Ngoại giao Mỹ đồng ý chi 3.000 USD (khoảng 20.000 USD theo thời giá năm 2010) cho mỗi đối tượng dân biểu thân Mỹ (Đại sứ Mỹ là William Bunker chỉ đề nghị 1.500 USD). Qua yêu cầu của tướng Nguyễn Ngọc Loan - Giám đốc Cảnh sát quốc gia và An ninh quân đội, với sự đồng ý của Đại sứ Lodge, ngày 25-8, CIA cấp cho tướng Loan 10 triệu đồng (tương đương 85.000 USD ~ 623,8 nghìn USD năm 2017) để bù vào ngân khoản của cảnh sát mà tướng Loan đã dùng để hỗ trợ cuộc vận động tranh cử của các ứng cử viên thân Nguyễn Cao Kỳ.

## Phản đối

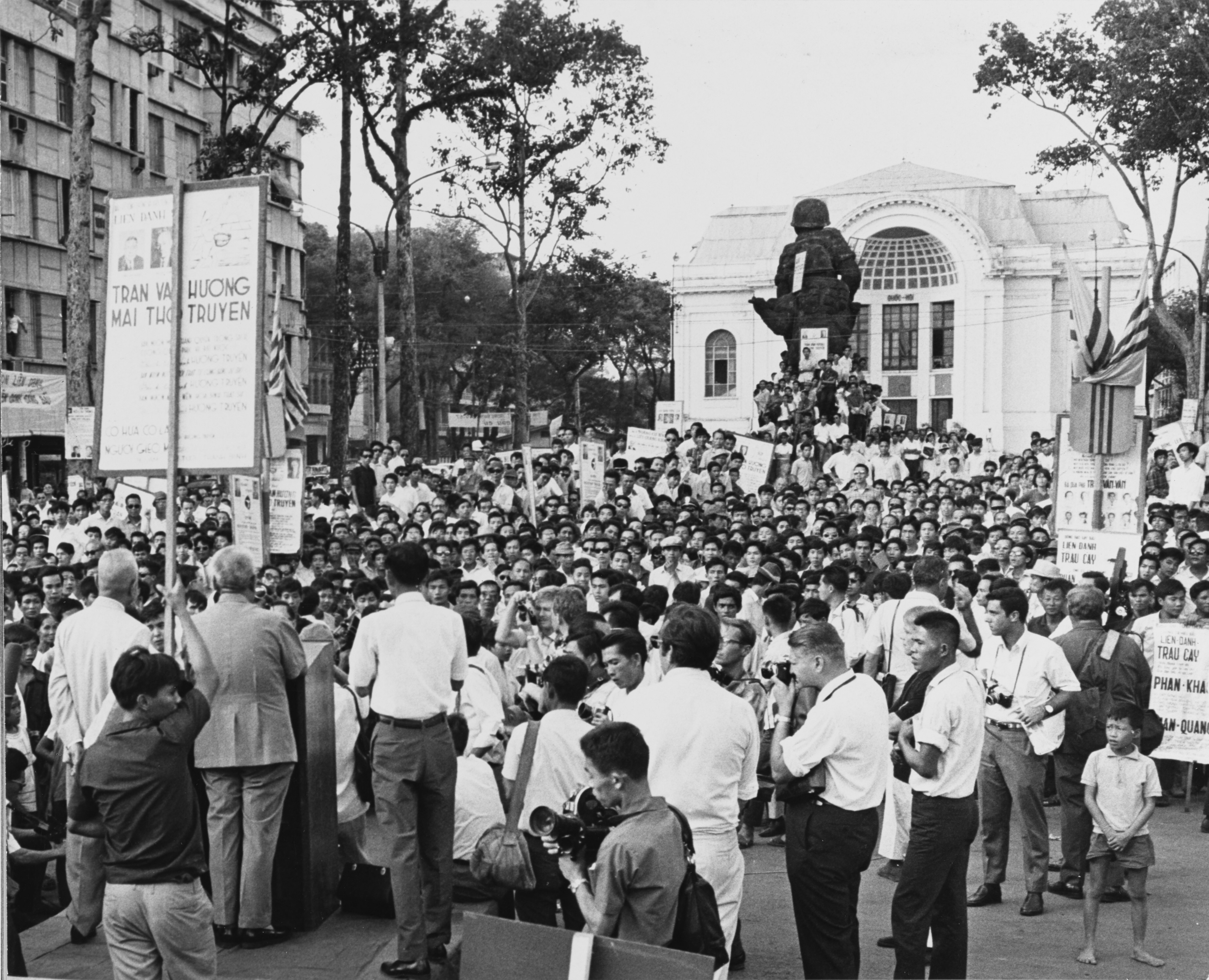
Mít-tinh vận động tranh cử của Trần Văn Hương và Mai Thọ Truyền tại trụ sở Quốc hội (sau đổi thành Hạ Nghị Viện), nay là Nhà hát Lớn Thành phố Hồ Chí Minh.

Từ ngày 09 đến 21/09/1967, ở Sài Gòn có hàng ngàn sinh viên các trường đại học bỏ thi, xuống đường biểu tình, mít tinh, hội thảo đòi "Người Mỹ phải rút khỏi Việt Nam", tố cáo Mỹ sắp đặt sẵn cuộc bầu cử 03/09/1967. Ở Cần Thơ, ngày 22/09/1967, sinh viên Phạm Văn Chính – Chủ tịch Tổng hội Sinh viên Cần Thơ, tổ chức buổi Hội thảo tại giảng đường Viện Đại học Cần Thơ tổ cáo cuộc bầu cử có gian lận, và rằng "Với âm mưu khoác áo dân chủ để hợp thức hóa một thế lực thống trị không có căn bản pháp lý, cuộc bầu cử ngày 03/09/1967 chỉ là một trò gian lận nhằm xâm phạm chủ quyền dân tộc Việt Nam."
Ngày 29 – 30/9/1967, sinh viên các viện đại học Sài Gòn, Vạn Hạnh, Cần Thơ, Đà Lạt tổ chức Đại hội Liên Viện xác định lập trường tẩy chay cuộc bầu cử, đòi Mỹ rút hết quân ra khỏi miền Nam, chấm dứt ném bom miền Bắc. Sau đó là các cuộc xuống đường tuần hành đến trụ sở Quốc hội Sài Gòn... Việt Nam Cộng hòa bắt các lãnh đạo phong trào thanh niên sinh viên (trong đó có việc sát hại Bí thư Thành đoàn Hồ Hảo Hớn).

## Kết quả
Liên danh Nguyễn Văn Thiệu - Nguyễn Cao Kỳ đạt 34% số phiếu để đắc cử tổng thống và phó tổng thống. Về nhì là Trương Đình Dzu - Trần Văn Chiêu (17%). Hạng ba và tư là Phan Khắc Sửu - Phan Quang Đán (13%) và Trần Văn Hương - Mai Thọ Truyền (12%).
Phan Khắc Sửu về nhất ở Huế, Thừa Thiên và Đà Nẵng. Trần Văn Hương dẫn đầu ở Sài Gòn; Trương Dình Dzu về nhất ở năm tỉnh còn Nguyễn Văn Thiệu dẫn đầu ở 38 tỉnh và ba thị xã Cam Ranh, Đà Lạt và Vũng Tàu